# Успенское 2-е
Успенское 2-е — деревня в Арзамасском районе Нижегородской области. Входит в состав Кирилловского сельсовета.

## Население
| 1999 | 2002 | 2010 |
| ---- | ---- | ---- |
| 55   | ↘36  | ↘18  |